# Comuna de Brudzeń Duży
Brudzeń Duży (polaco: Gmina Brudzeń Duży) é uma gminy (comuna) na Polónia, na voivodia de Mazóvia e no condado de Płocki. A sede do condado é a cidade de Brudzeń Duży.
De acordo com os censos de 30.VI.2007, a comuna tem 7834 habitantes, com uma densidade 48,4 hab/km².

## Área
Estende-se por uma área de 161,82 km², incluindo:
- área agricola: 72%
- área florestal: 14%

## Demografia
Dados de 30 de Junho 2004:
|                      | Total   | Total | Mulheres | Mulheres | Homens  | Homens |
| -------------------- | ------- | ----- | -------- | -------- | ------- | ------ |
|                      | pessoas | %     | pessoas  | %        | pessoas | %      |
| População            | 7868    | 100   | 3849     | 48,9     | 4019    | 51,1   |
| Densidade (pop./km²) | 48,6    | 100   | 23,8     | 23,8     | 24,8    | 24,8   |

De acordo com dados de 2002, o rendimento médio per capita ascendia a 1217,62 zł.

## Subdivisões
- Bądkowo Kościelne, Bądkowo-Rochny, Bądkowo-Rumunki, Brudzeń Duży, Brudzeń Mały, Cegielnia, Główina, Gorzechowo, Karwosieki-Cholewice, Karwosieki-Noskowice, Kłobukowo-Patrze, Krzyżanowo, Lasotki, Murzynowo, Myśliborzyce, Nowe Karwosieki, Parzeń, Rembielin, Rokicie, Siecień, Siecień Rumunki, Sikórz, Sobowo, Strupczewo Duże, Suchodół, Turza Mała, Turza Wielka, Uniejewo, Więcławice, Winnica, Żerniki.

## Comunas vizinhas
- Dobrzyń nad Wisłą, Gozdowo, Mochowo, Nowy Duninów, Stara Biała, Tłuchowo, Włocławek